# غنيمة الفهد
غنيمة فهد الفهد شخصية إعلامية ومؤرخة كويتية. وهي معروفة معلقةً على التراث الكويتي والشؤون الصحية وظهرت في برامج الطبخ التلفزيونية التي تقدم وصفات كويتية تقليدية. وكثيراً ما تُجرى معها مقابلات حول التقاليد المنزلية الكويتية المختفية، كما حدث عندما أجرت وكالة الأنباء الكويتية (كونا) مقابلة معها حول ألعاب التدبير المنزلي التقليدية للأم وابنتها، مثل «البروي».

## المسيرة
عاشت طفولتها في لبنان. تخصصت في التاريخ من جامعة الكويت عام 1973. أرسلتها جامعة الكويت في بعثة إلى مصر لدراسة الكتابة الهيروغليفية الموجودة على الصخور، ودراسة الكتابة المسمارية، واللغة اللاتينية لمدة 5 سنوات.

## المؤلفات
- «التعبيرات الشعبية الكويتية»[9]، 2004
- «العبارة المنسية باللهجة الكويتية»[9]، 1999
- «كلمات ذابت مع الأيام»[9]، 1998
- «المثل والحزاية : من حزاوي غنيمة الفهد التراثية»[10]،20؟
- «الموسوعة الذهبية الشاملة والكاملة في الكلمة واللهجة الكويتية»،2012

## مؤلفات عنها
- «نقد كتاب الموسوعة الذهبية للباحثة غنيمه الفهد»[11]

## الحياة الشخصية
زوجها كان زميلًا لها في دراسة التاريخ، وهو ابن خالتها.

## الملاحظات
1. ↑  هو شكل من أشكال بيت الدمية المصنوع منزلياً

## الروابط الخارجية
- مؤرخة اللهجة الكويتية غنيمة الفهد في "بودكاست مع آلاء" على يوتيوب